# Neither Here nor There
Neither Here nor There – piąta kompilacja zespołu Melvins, wydana w 2004 roku przez firmę Ipecac Recordings.

## Lista utworów
1. „Bar-X-the Rocking M” (z albumu Stag)
2. „Night Goat” (singel z 1992)
3. „Hog Leg” (z albumu Eggnog)
4. „The Fool, the Meddling Idiot” (z albumu Hostile Ambient Takeover)
5. „Revolve” (z albumu Stoner Witch)
6. „Colossus of Destiny”
7. „Manky” (z albumu The Maggot
8. „Oven” (z albumu Ozma)
9. „With Teeth” (z albumu Lysol)
10. „If You Get Bored” (z albumu K Records Let's Together comp, 1984)
11. „Let It All Be” (z albumu The Bootlicker)
12. „Boris” (z albumu Bullhead)
13. „Forgotten Principles”
14. „Prick”
15. „Mombius Hibachi” (z albumu Honky)
16. „At a Crawl”
17. „Hooch” (z albumu Houdini)
18. „Eye Flys”

## Twórcy
- Dale Crover – perkusja
- King B – wokal, gitara
- Lori Black – gitara basowa (utwory 1–5)
- Mark D – gitara basowa (utwory 6–15)
- Kevin Rutmanis – gitara basowa (utwory 4, 7, 11, 16 i 18)
- Matt Lukin – gitara basowa (utwory 10, 13 i 18)
- Lori „Lorax” Black – gitara basowa (utwory 3, 8, 12 i 17)
- Joe Preston – gitara basowa (utwory 2 i 9)
- Mark Deutrom – gitara basowa (utwory 1, 5 i 15)
- Mike Dillard – perkusja (utwory 13)